# Slavistično društvo Slovenije
Zveza društev Slavistično društvo Slovenije (kratica ZdSdS ali samo SdS) je stanovsko združenje učiteljev slovenščine in ostalih slovanskih jezikov ter drugih slavistov.  Njegov namen je spodbujati znanstveno raziskovanje slovenskega jezika in književnosti, urejati stanovska vprašanja učiteljev slovenščine in skrbeti za lepši jezik v javnosti. Društvo je organizirano kot zveza društev; pod okriljem krovnega vseslovenskega slavističnega društva tako deluje dvanajst pokrajinskih slavističnih društev.

## Zgodovina
Na ustanovnem občnem zboru Slavističnega društva Slovenije leta 1935 so bile določene njegove naloge: 
- znanstveno raziskovanje slovenskega jezika in literature,
- izdajanje znanstvenih in praktičnih publikacij in
- skrb za učenje slovenščine in srbohrvaščine na tedanji srednji, meščanski in ljudski šoli.

Prvo glasilo Slavističnega društva je bilo Slovenski jezik, ki je izhajal od leta 1938 do 1941. Tega leta je društvo prenehalo delovati, nato pa se je leta 1945 obnovilo. Spremenilo se je samo to, da sta del predvojnih društvenih načrtov prevzela Slovenska akademija znanosti in umetnosti in Ministrstvo za prosveto Ljudske republike Slovenije oz. Svet za prosveto in kulturo Ljudske republike Slovenije. Društveno glasilo je začelo ponovno izhajati leta 1948 kot Slavistična revija, leta 1955 pa je začel izhajati strokovno-pedagoški mesečnik Jezik in slovstvo. V Mariboru je v petdesetih letih 20. stoletja začela delovati prva podružnica SdS, na podeželju pa so bili ustanovljeni strokovni aktivi, ki so krepili stanovsko zavest. Nagradam iz Kidrič-Prijateljevega sklada za najboljša literarnozgodovinska slovenistična dela se je leta 1958 pridružil še Nahtigal-Ramovšev sklad za jezikoslovna dela.
V začetku šestdesetih let so v okviru Slavističnega društva Slovenije nastale podružnice v Celju, Novem mestu, Kopru, Kranju, Novi Gorici, Ljubljani, na Jesenicah in v Murski Soboti ter literarnozgodovinska, lingvistična in pedagoška sekcija, ki naj bi z znanstvenim delom podprle Jezik in slovstvo in Slavistično revijo.
V začetku sedemdesetih let so nastale pobude za intenzivnejše sodelovanje z zamejskimi slavisti. Odbor se je natančneje seznanil s problematiko dvojezičnega šolstva v Prekmurju, Jeseniška podružnica je ustanovila sekcijo za strokovno sodelovanje s koroškimi Slovenci in nastale so podružnice za Zasavje v Trbovljah, študente slavistike na Filozofski fakulteti ter tržaške sloveniste. Republiški odbor je redno članstvo v SdS ponudil tudi slavistom iz drugih jugoslovanskih univerz in sprejel predlog, naj se kot organizacijske enote ustreznih mednarodnih slavističnih komisij organizirajo slovenske komisije za fonetiko, slovnico, knjižni jezik, terminologijo, stilistiko, leksikologijo in leksikografijo, dialektologijo, pravopis in lektoriranje. Društvo se je konec sedemdesetih let povezalo še z drugimi sorodnimi društvi – z zgodovinskim, umetnostnozgodovinskim, etnološkim, arheološkim in z Društvom za antične in humanistične vede. Delovale so sekcije Znanost mladini, Cankarjeva nagrada oz. priznanje, Slovenščina v javnosti, Muzej slovstva, knjige in tiska, Literarne poti, Strokovne ekskurzije in Sekcija za slovanske jezike.
V začetku osemdesetih let sta bili ustanovljeni še Sekcija za poučevanje slovenščine in Sekcija za znanstveno delo področnih društev. Zaradi takratnih družbeno-političnih razmer in oblikovanja slovenske državne samostojnosti v devetdesetih letih je bilo še posebej opazno delovanje sekcije Slovenščina v javnosti.

## Člani in predsedniki
Po vojni je Slavistično društvo Slovenije štelo 500 članov, po letu 1990 jih je okrog 800. Ustanovni člani Slavističnega društva so bili Anton Bajec, Josip Wester, Jakob Šolar in Ivan Polovič.
Predsedniki Slavističnega društva Slovenije od nastanka do danes: Rajko Nahtigal (1935–37), Mirko Rupel (1937–39), France Kidrič (1939–41), Fran Ramovš in Anton Breznik (1940–41), Anton Ocvirk (1945–47), Marja Boršnik(ova) (1947–50, 1959, 1969), Alfonz Gspan (1950–51), Anton Slodnjak (1951–53), Janko Jurančič (1956–58?), France Tomšič (1958–59), Dušan Pirjevec (1959–63), Bratko Kreft (1963–68), Joža Mahnič (1969–70), Franc Zadravec (1970–72), Jakob Rigler (1972–74), Breda Pogorelec (1974–79), Janez Rotar (1980–82), Štefan Barbarič (1983–84), Aleksander Skaza (1984–87), Jože Toporišič (1987–89), Martina Orožen (1988–92), France Novak (1992–96), Zoltan Jan (1996–2000), Marko Jesenšek (2000–04), Miran Hladnik (2004–06), Miran Košuta (2006–08), Irena Novak Popov (2008–10) in Boža Krakar Vogel (2010–14), Andreja Žele (2014–18), Matej Šekli (2018–2022), Jožica Jožef Beg (2022–).
Delo tajnika društva so v zadnjih petnajstih letih opravljali: Jana Zemljarič Miklavčič, Andrej Bartol, Marjana Lavrič, Milena Mileva Blažić, Matjaž Zaplotnik, Petra Jordan, Mia Hočevar, Maruša Žibred.

## Dejavnosti
SdS se posveča šolski problematiki, stanovskim vprašanjem učiteljev slovenščine, učnim programom in učbenikom, hkrati pa opozarja na rabo slovenščine v javnosti in poudarja ter utrjuje pomen slovenskega jezika za državotvornost in nadaljnji razvoj slovenske družbe.
Društvo organizira znanstvena predavanja domačih in tujih strokovnjakov in strokovna posvetovanja, sodeluje pri organizaciji znanstvenih inštitutov ter utrjuje slovenščino v matičnem okolju in zamejstvu. V okviru Sekcije za jezik je od leta 1994 do 2011 deloval sektor oziroma Urad za slovenski jezik (zadnja leta ga je vodil Velimir Gjurin, ki je skrbel za slovenščino predvsem v vlogi uradovalnega in državnega jezika). Po reorganizaciji državnih uradov ga je leta 2011 nadomestila Služba za slovenski jezik pri Ministrstvu za kulturo.

### Najpomembnejše dejavnosti
- publikacije (Slavistična revija, Jezik in slovstvo, zborniki s kongresov Slavističnega društva Slovenije, Kronika Slavističnega društva Slovenije, zborniki o tekmovanju v znanju materinščine za Cankarjevo priznanje);
- Slovenski slavistični komite, ki zastopa SdS na Mednarodnem slavističnem kongresu;
- tekmovanje v znanju materinščine za Cankarjevo priznanje v sodelovanju z Zavodom Republike Slovenije za šolstvo (do šol. leta 2006/07);
- tekmovanje Slovenščina ima dolg jezik: Književnost na filmu (od 2012/13);
- tekmovanje v znanju slovenskega jezika za Vodnikovo priznanje (od šol. leta 2024/25);
- jezikovne delavnice za odraslo populacijo Dajmo priložnost slovenščini – všeček za slovenščino;
- Diskusijska skupina Slovlit, diskusija na literarne, jezikovne, slovenistične, slavistične, humanistične, izobraževalne ... teme;
- zbirka monografij Slavistična knjižnica;
- slovenski slavistični kongres (vsakoletno tridnevno zborovanje slavistov).

## Organizacija
- Izvršilni odbor SdS: predsednica Jožica Jožef Beg, tajnica Maruša Žibred,
- nadzorni odbor SdS: Irena Novak Popov, Mojca Nidorfer, Milena Mileva Blažić,
- častno razsodišče SdS: Alenka Šivic Dular, Boža Krakar Vogel, Miran Hladnik

### Pokrajinska društva
- SD Celje, SD Dolenjske in Bele krajine, SD Nova Gorica, SD Jesenice, SD Koper, SD Koroške, SD Ljubljana, SD Maribor, SD Posavje, SD Prekmurja, Prlekije in Porabja, Meddruštveni odbor primorskih slavističnih društev, SD Trst–Gorica–Videm.

### Društvene sekcije
- Sekcija za slovenščino v javnosti;
- Slovenski slavistični komite;
- Sekcija za leksiko;
- Sekcija za didaktiko;
- Sekcija Dajmo priložnost slovenščini;
- Sekcija Znanost mladini;
- Študentska sekcija;
- Sekcija učiteljev ruščine;
- Sekcija za slovanske jezike in književnosti.

### Ostali organi in dejavnosti
- Slavistična knjižnica;
- Jezik in slovstvo;
- Slavistična revija;
- Kronika Slavističnega društva Slovenije;
- Diskusijska skupina Slovlit;
- zborniki s kongresov Slavističnega društva Slovenije;
- tiski Študentske sekcije.